# Cernex
Cernex ist eine französische Gemeinde im Département Haute-Savoie in der Region Auvergne-Rhône-Alpes.

## Geographie

### Lage
Cernex liegt auf 576 m, etwa 19 Kilometer nördlich der Stadt Annecy (Luftlinie). Das Dorf erstreckt sich an aussichtsreicher Lage am Südabhang der Montagne de Sion, einem westlichen Ausläufer des Salève, in einer Talmulde des Nant Trouble, im Genevois.
Die Fläche des 12,66 km² großen Gemeindegebiets umfasst einen Abschnitt des Genevois. Die südliche Grenze verläuft entlang den Usses, einem linken Seitenfluss der Rhone, der hier in einem tiefen Tal von Osten nach Westen fließt. Vom Flusslauf erstreckt sich das Gemeindeareal nordwärts auf die Hänge und Geländeterrassen beidseits des Tälchens des Nant Trouble und in das Waldgebiet des Bois Chardon. Im Westen bildet der Ruisseau de Mostan die Grenze. Nach Norden reicht der Gemeindeboden bis auf den breiten Kamm der Montagne de Sion, auf dem mit 857 m die höchste Erhebung von Cernex erreicht wird.

### Gemeindegliederung
Zu Cernex gehören neben dem eigentlichen Ortskern auch verschiedene Weilersiedlungen und Gehöfte, darunter:
- La Chapelle (510 m) auf einem Plateau zwischen den Tälern des Ruisseau de Mostan und des Nant Trouble
- Veyssières (500 m) im Tal des Nant Trouble
- Cortenges (640 m) am Hang oberhalb des Dorfes
- La Motte (688 m) am Südhang der Montagne de Sion
- Verlioz (690 m) am Südhang der Montagne de Sion
- Chez Gresat (770 m) auf dem Kamm der Montagne de Sion

### Nachbargemeinden
Nachbargemeinden von Cernex sind Vers im Norden, Andilly und Copponex im Osten, Cercier im Süden sowie Marlioz, Chavannaz und Minzier im Westen.

## Geschichte
Erstmals urkundlich erwähnt wird Cernex im Jahr 1208. Später erschienen die Schreibweisen Sernai, Sernay und Sernex. Der Ortsname geht ursprünglich auf das lateinische Wort circinata [terra] (eingefriedetes, umzäuntes Land) zurück. Im 15. und 16. Jahrhundert war Cernex Mittelpunkt einer kleinen Herrschaft, die 1643 in den Besitz von Thomas von Savoyen gelangte.

## Sehenswürdigkeiten
Die Dorfkirche Saint-Martin wurde von 1530 bis 1535 erbaut. Auch der ehemalige Herrschaftssitz ist erhalten.

## Bevölkerung
| Jahr                       | 1962 | 1968 | 1975 | 1982 | 1990 | 1999 | 2004 | 2019 |
| Einwohner                  | 389  | 331  | 361  | 422  | 507  | 698  | 804  | 1055 |
| Quellen: Cassini und INSEE |      |      |      |      |      |      |      |      |

Mit 1163 Einwohnern (Stand 1. Januar 2022) gehört Cernex zu den kleinen Gemeinden des Département Haute-Savoie. Im Verlauf des 19. und 20. Jahrhunderts nahm die Einwohnerzahl aufgrund starker Abwanderung kontinuierlich ab (1861 wurden in Cernex noch 911 Einwohner gezählt). Seit Mitte der 1970er Jahre wurde dank der attraktiven Wohnlage jedoch wieder eine deutliche Bevölkerungszunahme verzeichnet.

## Wirtschaft und Infrastruktur
Cernex ist noch heute ein vorwiegend durch die Landwirtschaft geprägtes Dorf. Daneben gibt es einige Betriebe des lokalen Kleingewerbes. Zahlreiche Erwerbstätige sind Wegpendler, die in den größeren Ortschaften der Umgebung sowie im Raum Annecy und Genf-Annemasse ihrer Arbeit nachgehen.
Die Ortschaft liegt abseits der größeren Durchgangsstraßen an einer Departementsstraße, die von Andilly nach Sallenôves führt. Weitere Straßenverbindungen bestehen mit Vers und Chavannaz. Der nächste Anschluss an die Autobahn A41 befindet sich in einer Entfernung von rund 12 km.